# René Puissesseau
René Puissesseau, né le 25 septembre 1919 dans le 14e arrondissement de Paris et décédé le 7 juillet 1970 à Siem Reap, est un journaliste, grand reporter français de l’ORTF.

## Biographie
René Puissesseau dirige longtemps le service politique de France-Soir.
En 1957, il reçoit le prix Albert-Londres pour ses reportages réunis sous le titre Quelqu'un mourra ce soir aux Caraïbes.
Il participe ensuite au célèbre magazine télévisé Cinq colonnes à la une.
Il disparaît à 50 ans, au Cambodge à Siem Reap dans l'exercice de ses fonctions, tout comme Raymond Meyer (26 ans), cameraman. Alain Clément, le preneur de son, est le seul membre du trio à ne pas être victime des balles tirées à leur sortie du temple d'Angkor Vat.

## Mémoire et postérité

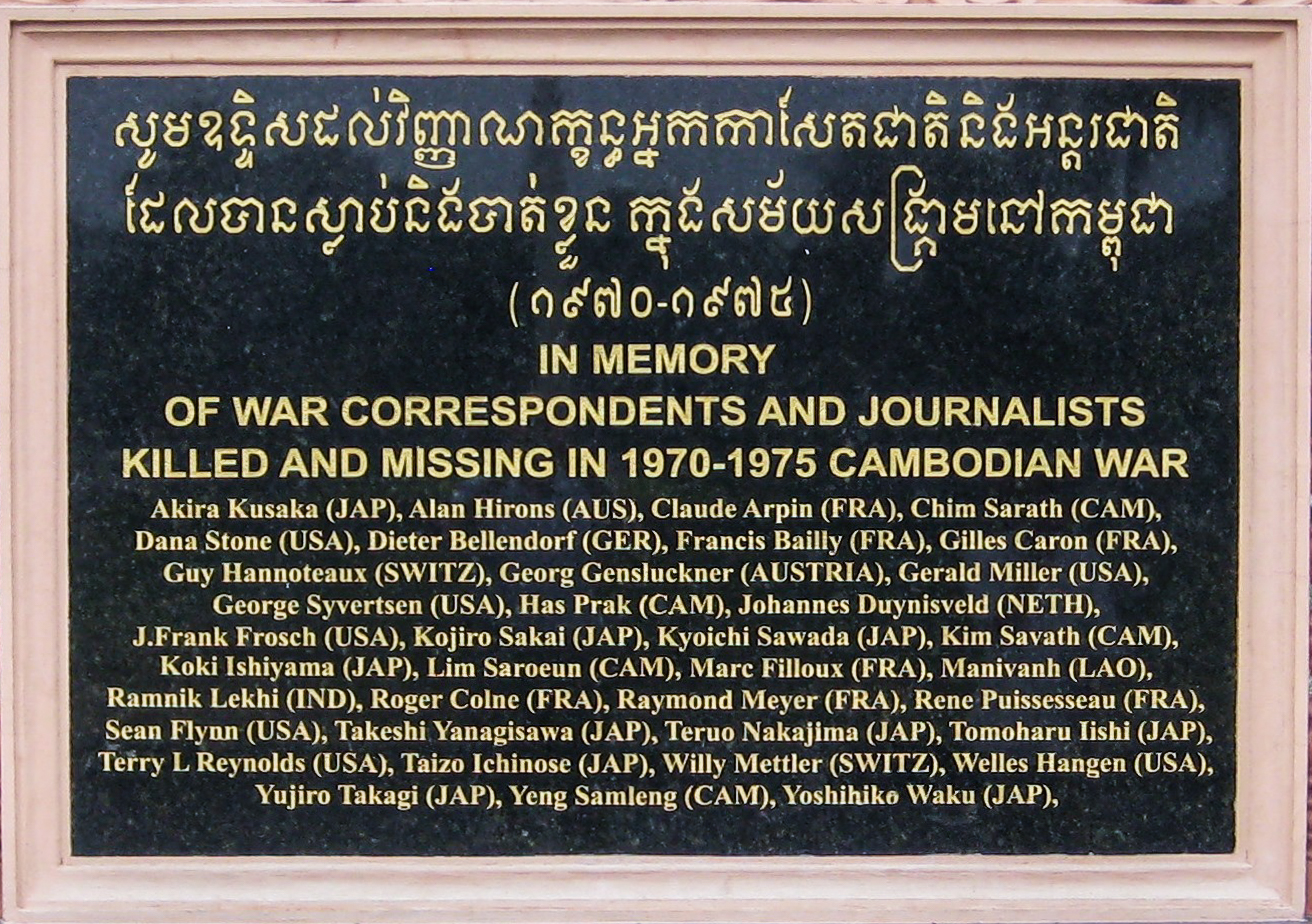
Mémorial à la mémoire des journalistes tués au Cambodge 1970-1975

Le nom de René Puissesseau est inscrit sur le Mémorial des reporters de Bayeux, ainsi que sur le monument à la mémoire des trente-sept correspondants et journalistes tués ou portés disparus pendant la guerre du Cambodge entre 1970 et 1975, élevé à Phnom Penh en 2013.